# Lega Nazionale A 1996 (football americano)
La Lega Nazionale A 1996 è stata l'11ª edizione del campionato di football americano di primo livello, organizzato dalla SAFV.

## Squadre partecipanti
| Club                  | Città     | Stadio | Sponsor ufficiale | Risultato nella stagione 1995              |
| --------------------- | --------- | ------ | ----------------- | ------------------------------------------ |
| Basilisk Meanmachine  | Basilea   |        |                   | Semifinalisti                              |
| Bern Grizzlies        | Berna     |        |                   | Vincitori X Swiss Bowl                     |
| Feldkirch Oscar Dinos | Feldkirch |        |                   | Quarti Lega Nazionale A Girone Est         |
| Geneva Seahawks       | Ginevra   |        |                   | Finalisti                                  |
| Landquart Broncos     | Igis      |        |                   | Primi Aufabuliga Girone A/Quarti di finale |
| Seaside Vipers        | San Gallo |        |                   | Semifinalisti                              |
| Zürich Falcons        | Zurigo    |        |                   | Quarti di finale                           |
| Zürich Renegades      | Zurigo    |        |                   | Quarti di finale                           |

## Stagione regolare

### Calendario

#### 1ª giornata
| 31 marzo 1996 | Feldkirch Oscar Dinos | 19 – 14 | Zürich Falcons |  |

| 31 marzo 1996 | Basilisk Meanmachine | 0 – 0 | Bern Grizzlies |  |

#### 2ª giornata
| 6 aprile 1996 | Landquart Broncos | 19 – 41 | Seaside Vipers |  |

#### 3ª giornata
| 14 aprile 1996 | Bern Grizzlies | 48 – 0 | Landquart Broncos |  |

| 14 aprile 1996 | Basilisk Meanmachine | 0 – 27 | Geneva Seahawks |  |

#### 4ª giornata
| 21 aprile 1996 | Geneva Seahawks | 59 – 6 | Landquart Broncos |  |

| 21 aprile 1996 | Zürich Renegades | 18 – 12 | Feldkirch Oscar Dinos |  |

| 21 aprile 1996 | Bern Grizzlies | 57 – 0 | Zürich Falcons |  |

#### 5ª giornata
| 28 aprile 1996 | Zürich Falcons | 0 – 37 | Seaside Vipers |  |

| 28 aprile 1996 | Basilisk Meanmachine | 27 – 0 | Zürich Renegades |  |

| 28 aprile 1996 | Bern Grizzlies | 34 – 24 | Geneva Seahawks |  |

| 28 aprile 1996 | Feldkirch Oscar Dinos | 24 – 21 | Landquart Broncos |  |

#### 6ª giornata
| 4 maggio 1996 | Landquart Broncos | 0 – 35 | Basilisk Meanmachine |  |

| 5 maggio 1996 | Zürich Falcons | 14 – 45 | Geneva Seahawks |  |

| 5 maggio 1996 | Feldkirch Oscar Dinos | 8 – 68 | Bern Grizzlies |  |

| 5 maggio 1996 | Seaside Vipers | 43 – 6 | Zürich Renegades |  |

#### 7ª giornata
| 12 maggio 1996 | Geneva Seahawks | 20 – 0 | Basilisk Meanmachine |  |

| 12 maggio 1996 | Seaside Vipers | 7 – 28 | Bern Grizzlies |  |

| 12 maggio 1996 | Zürich Renegades | 20 – 0 | Zürich Falcons |  |

#### 8ª giornata
| 19 maggio 1996 | Zürich Renegades | 0 – 49 | Bern Grizzlies |  |

| 19 maggio 1996 | Zürich Falcons | 12 – 34 | Basilisk Meanmachine |  |

| 19 maggio 1996 | Geneva Seahawks | 16 – 0 | Feldkirch Oscar Dinos |  |

#### 9ª giornata
| 27 maggio 1996 | Landquart Broncos | 20 – 60 | Feldkirch Oscar Dinos |  |

#### 10ª giornata
| 2 giugno 1996 | Seaside Vipers | 20 – 27 | Geneva Seahawks |  |

| 2 giugno 1996 | Feldkirch Oscar Dinos | 6 – 10 | Basilisk Meanmachine |  |

| 2 giugno 1996 | Zürich Falcons | 9 – 6 | Zürich Renegades |  |

#### 11ª giornata
| 9 giugno 1996 | Geneva Seahawks | 57 – 0 | Zürich Renegades |  |

| 9 giugno 1996 | Bern Grizzlies | 22 – 13 | Seaside Vipers |  |

| 9 giugno 1996 | Landquart Broncos | 22 – 52 | Zürich Falcons |  |

#### 12ª giornata
| 13 giugno 1996 | Seaside Vipers | 38 – 8 | Feldkirch Oscar Dinos |  |

#### 13ª giornata
| 16 giugno 1996 | Zürich Renegades | 54 – 26 | Landquart Broncos |  |

| 16 giugno 1996 | Basilisk Meanmachine | 13 – 23 | Seaside Vipers |  |

### Classifica
La classifica della regular season è la seguente:
- PCT = percentuale di vittorie, G = partite giocate, V = partite vinte,  N = partite pareggiate,P = partite perse, PF = punti fatti, PS = punti subiti
- La qualificazione ai playoff è indicata in verde

| Pos. | Squadra               | PCT  | G | V | N | P | PF  | PS  |
| ---- | --------------------- | ---- | - | - | - | - | --- | --- |
| 1    | Bern Grizzlies        | .938 | 8 | 7 | 1 | 0 | 306 | 52  |
| 2    | Geneva Seahawks       | .875 | 8 | 7 | 0 | 1 | 275 | 74  |
| 3    | Seaside Vipers        | .625 | 8 | 5 | 0 | 3 | 222 | 123 |
| 4    | Basilisk Meanmachine  | .563 | 8 | 4 | 1 | 3 | 119 | 88  |
| 5    | Feldkirch Oscar Dinos | .375 | 8 | 3 | 0 | 5 | 137 | 205 |
| 6    | Zürich Renegades      | .375 | 8 | 3 | 0 | 5 | 104 | 223 |
| 7    | Zürich Falcons        | .250 | 8 | 2 | 0 | 6 | 101 | 240 |
| 8    | Landquart Broncos     | .000 | 8 | 0 | 0 | 8 | 114 | 373 |

## Playoff e playout

### Tabellone playoff
|  | Semifinali | Semifinali           | Semifinali |                 |    | XI Swiss Bowl  | XI Swiss Bowl | XI Swiss Bowl |  |
|  |            |                      |            |                 |    |                |               |               |  |
|  | 1          | Bern Grizzlies       | 54         |                 |    |                |               |               |  |
|  | 1          | Bern Grizzlies       | 54         |                 |    |                |               |               |  |
|  | 4          | Basilisk Meanmachine | 26         |                 |    |                |               |               |  |
|  | 4          | Basilisk Meanmachine | 26         |                 | 1  | Bern Grizzlies | 21            |               |  |
|  |            |                      |            |                 | 1  | Bern Grizzlies | 21            |               |  |
|  |            |                      | 2          | Geneva Seahawks | 12 |                |               |               |  |
|  | 3          | Seaside Vipers       | 2          | Geneva Seahawks | 12 | 7              |               |               |  |
|  | 3          | Seaside Vipers       |            |                 |    |                |               |               |  |
|  | 2          | Geneva Seahawks      | 13         |                 |    |                |               |               |  |

### Semifinali
| 30 giugno 1996 | Bern Grizzlies | 54 – 26 | Basilisk Meanmachine |  |

| 30 giugno 1996 | Geneva Seahawks | 13 – 7 | Seaside Vipers |  |

### Playout
| 7 luglio 1996 | Bienna Jets | 14 – 20 | Zürich Renegades |  |

| 7 luglio 1996 | Gladiators Pratteln | 6 – 22 | Landquart Broncos |  |

### XI Swiss Bowl
| Zurigo 13 luglio 1996 | Bern Grizzlies | 21 – 12 | Geneva Seahawks |  |

## Verdetti
- Bern Grizzlies Campioni di Svizzera 1996